# Verkiezingen voor het Europees Parlement 2024/Kandidatenlijst/NL PLAN EU
De kandidatenlijst voor de Europese Parlementsverkiezingen 2024 van de lijst NL PLAN EU (lijstnummer 10) is na controle door de Kiesraad als volgt vastgesteld:
1. Chan,  K.K.  (Kok) (m),  Amsterdam - 5.190 stemmen
2. Li,  J.  (Jinling) (v),  Eindhoven - 1.262
3. Groeneveld,  R.M.  (René) (m),  Amsterdam - 353
4. Bouwman,  A.K.  (Kimbel) (m),  Amsterdam - 160
5. Bakker,  R.  (Ricky) (m),  Amsterdam - 135
6. Nix,  J.A.D.  (Johan) (m),  Amsterdam - 106
7. Bakker,  J.  (Jessy) (v),  Utrecht - 674
8. Marijt,  M.L.  (Mitchell) (m),  Katwijk - 91
9. Bleeker,  Y.  (Youri) (m),  Zaandam - 96
10. Fennema,  J.R.  (Jesse) (m),  Burgwerd - 293

GROENLINKS / Partij van de Arbeid (PvdA) ·
VVD · 
CDA - Europese Volkspartij · 
Forum voor Democratie ·
D66 ·
Partij voor de Dieren ·
50PLUS ·
PVV (Partij voor de Vrijheid) ·
JA21 ·
NL PLAN EU  ·
ChristenUnie ·
Staatkundig Gereformeerde Partij (SGP) ·
BBB ·
Meer Directe Democratie ·
SP (Socialistische Partij) ·
vandeRegio ·
Volt Nederland ·
Belang Van Nederland (BVNL) ·
NSC ·
Piratenpartij - De Groenen ·